# María Cristina Park
María Cristina Park är en park i Spanien.   Den ligger i provinsen Provincia de Cádiz och regionen Andalusien, i den södra delen av landet, 500 km söder om huvudstaden Madrid. María Cristina Park ligger 25 meter över havet.
Terrängen runt María Cristina Park är kuperad åt sydväst, men åt nordost är den platt. Havet är nära María Cristina Park österut.  Närmaste större samhälle är Algeciras, 0,19 km sydväst om María Cristina Park. 